# McLaughlin-Kliffs
Die McLaughlin-Kliffs sind steil abfallende Felsenkliffs an der Rymill-Küste des Palmerlands auf der Antarktischen Halbinsel. Am George-VI-Sund ragen sie zwischen den Einmündungen des Armstrong- und des Conchie-Gletschers auf. Die Kliffs gehören zu den Brutgebieten des Schneesturmvogels.
Das Advisory Committee on Antarctic Names benannte sie 1976 nach Leutnant Donald J. McLaughlin vom Civil Engineer Corps der Reservestreitkräfte der United States Navy, Leiter der Palmer-Station im Jahr 1970.